# Скархольт, Ола
Ола Скархольт (норв. Ola Skarholt) — норвежский ориентировщик, победитель чемпионата мира 1970 года по спортивному ориентированию в эстафете.
Ола Скархольт вместе с партнёрами по сборной команде Норвегии (Стиг Берге, Пер Фоссер и Оге Хадлер) стал победителем в эстафете на чемпионате мира 1970 года,
который проходил в окрестностях восточногерманского города Эйзенах.
На двух первых чемпионатах мира, в 1966
и 1968 годах,
Скархольт в составе сборной завоёвывал бронзовые медали.